# Emily D. West
Emily D. West (c.1815–1891), também conhecida como Emily Morgan, é uma heroína popular cujas notáveis atividades durante a Revolução do Texas ficaram conhecidas com a música A rosa amarela do Texas.